# Eskwilin
Eskwilin (łac. Esquilinus mons, wł. Esquilino) – jedno z siedmiu wzgórz rzymskich, położone w środkowo-wschodniej części miasta pomiędzy wzgórzami Wiminał i Celius.
W starożytności znajdowały się na nim osady latyńskie. Później, w okresie republiki był zamieszkany przez ubogą ludność rzymską. Na początku okresu cesarstwa Eskwilin włączono w obręb miasta. Wtedy powstały ogrody Mecenasa. Wybudowano wiele budowli: Portyk Liwii, Złoty Dom Nerona, termy, łuk, akwedukty.
Na Eskwilinie podczas wykopalisk znaleziono cenne dzieła sztuki: posąg Augusta jako pontifeksa, grupę Laokoona, Wenus Kallipygos, chłopca z gęsią oraz posąg Wenus Eskwilińskiej.
Obecnie na wzgórzu znajdują się: bazylika Matki Bożej Większej (połowa IV w. – połowa XVIII w.), Bazylika św. Piotra w Okowach (San Pietro in Vincoli) (połowa V w. – koniec XV w.), San Martino al Monti.